# Bethlehem (condado de Ohio)
Bethlehem es una villa ubicada en el condado de Ohio en el estado estadounidense de Virginia Occidental. En el Censo de 2010 tenía una población de 2499 habitantes y una densidad poblacional de 272,18 personas por km².

## Geografía
Bethlehem se encuentra ubicada en las coordenadas 40°2′40″N 80°41′17″O / 40.04444, -80.68806. Según la Oficina del Censo de los Estados Unidos, Bethlehem tiene una superficie total de 9.18 km², de la cual 9.18 km² corresponden a tierra firme y (0.03%) 0 km² es agua.

## Demografía
Según el censo de 2010, había 2499 personas residiendo en Bethlehem. La densidad de población era de 272,18 hab./km². De los 2499 habitantes, Bethlehem estaba compuesto por el 95.84% blancos, el 1.12% eran afroamericanos, el 0.08% eran amerindios, el 1.48% eran asiáticos, el 0% eran isleños del Pacífico, el 0.24% eran de otras razas y el 1.24% pertenecían a dos o más razas. Del total de la población el 0.52% eran hispanos o latinos de cualquier raza.